# Rue Guilleminot
La rue Guilleminot est une voie du 14e arrondissement de Paris, en France.

## Situation et accès
La rue Guilleminot est une voie publique située dans le 14e arrondissement de Paris. Elle débute au 98, rue du Château et se termine au 72, rue Pernety.

## Origine du nom
Elle porte le nom du général du Premier Empire et diplomate Armand Charles Guilleminot (1774-1840)

## Historique
Cette ancienne voie de la commune de Vaugirard porte le nom de « rue Saint-Charles » sur le cadastre de 1846. Elle est rattachée à la voirie de Paris, en 1863, et reçoit sa dénomination actuelle la même année.
La partie comprise entre les rues Crocé-Spinelli et Pernety est renommée sous le nom provisoire de « voie AD/14 » lors de l'aménagement de la ZAC Guilleminot-Vercingétorix avant prendre sa dénomination actuelle par arrêté municipal du 20 décembre 1988.